# 장포항 (남해군)
장포항은 경상남도 남해군 창선면 진동리에 있는 어항이다. 1992년 10월 1일 지방어항으로 지정하여 관리하고 있다. 시설관리자는 남해군수이다.

## 어항 연혁
- 부락이 긴(長) 개(浦)로 이루어져 형성되었기에 장포(長浦)라고 부르게 되었다. 진동리에서 분동되어 장포리로 되었다.

## 어항 시설
- 방파제 310m, 물양장 280m

## 주요 어종
- 도다리, 볼락, 노래미, 낙지, 문어